# Hajnik Imre
Hajnik Imre (Pest, 1840. április 5. – Budapest, 1902. augusztus 3.) jogtudós, jogtörténész, oklevélkutató, a Magyar Tudományos Akadémia tagja (levelező: 1871, rendes: 1880).

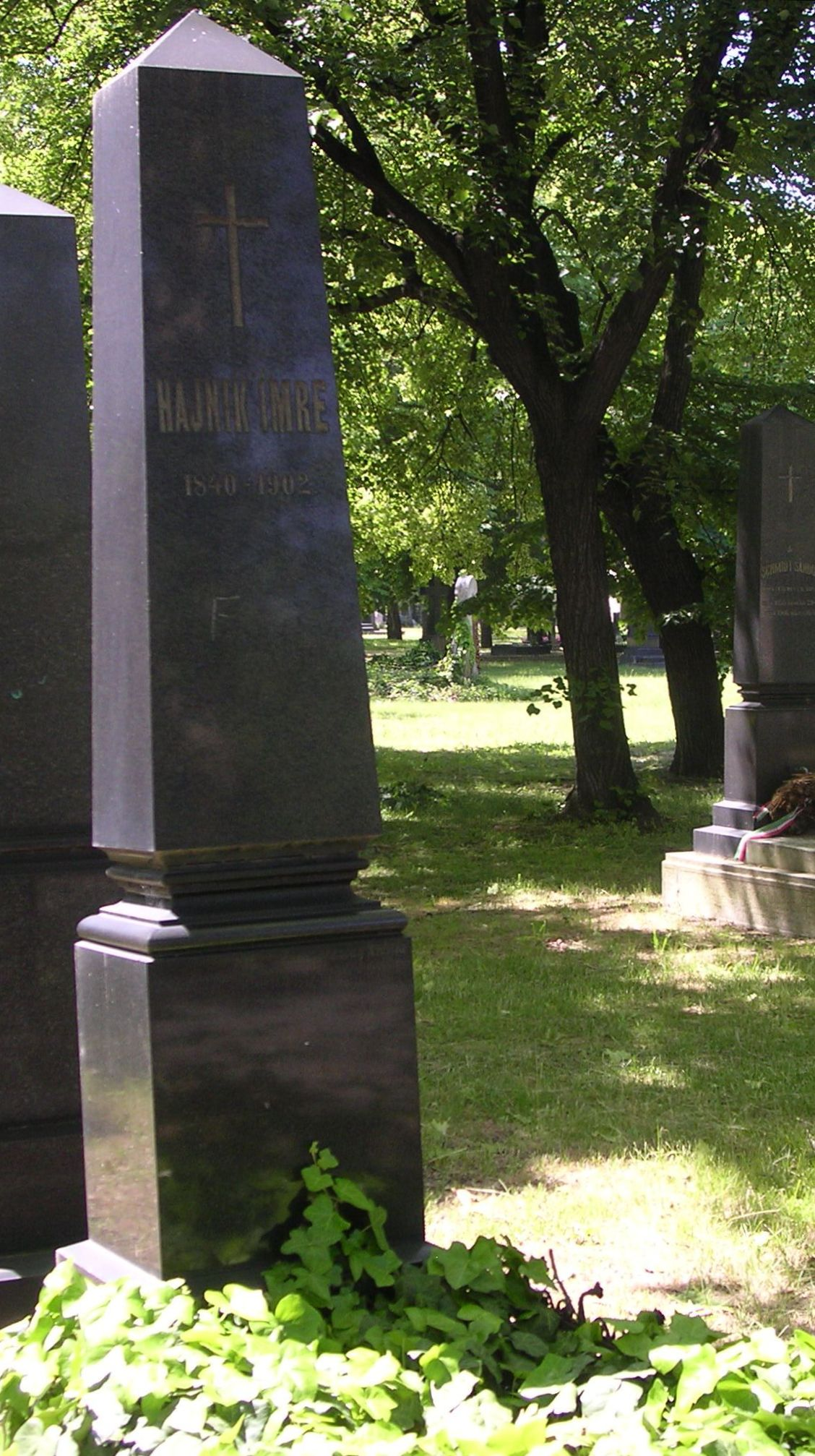
Sírja a Fiumei úti sírkertben (29/2-1-5)

## Életpályája
Nagyapja Hajnik Pál, pozsonyi jogakadémiai, később pesti egyetemi tanár, apja Hajnik Lipót, az Eszterházy uradalmi központi iroda igazgatója volt. A Batthyány-kormányban szerepet vállaló Hajnik Pál ügyvéd közeli rokoni kapcsolatban állt vele.
Gimnáziumi tanulmányait a pesti piaristáknál kezdte meg és a bécsi skót bencéseknél fejezte be. Záróévében Elmélkedés Mátyás király választásának negyedszázados ünnepén címmel dolgozatot írt, ami névtelenül a Vasárnapi Ujság 1858. június 24-ei számában megjelent. Jogi tanulmányait a bécsi egyetemen kezdte meg. Tanárai között volt Arndts, Pachmann, Haimerl (európai jogágak), Philips, Siegel (német jog és történettudomány), Staubenrauch (osztrák magánjog), Hingenau (bányajog), Stein (közgazdaságtan), akik a történeti jogi iskola szellemében tanítottak. 1860-ban családja hazatért Magyarországra, és Hajnik a jogi, történelmi tanulmányait a pesti egyetemen folytatta. Oktatói Harum Péter, Karvasy Ágoston, Konek Sándor, Pauler Tivadar, Récsi Emil, Schuszter Ferdinánd és Wenzel Gusztáv voltak.
1863. május 3-án tanárai ajánlásával elnyerte a pozsonyi egyetem tanársegédi és könyvtárnoki állását. Feladata a könyvtár rendben tartása és a beteg tanárok helyettesítése volt. Közben 1864-ben megszerezte a jogi doktorátust és publikált is. 1866 februárjában a nagyváradi egyetemen rendkívüli jogakadémiai tanárnak nevezték ki, történelmet és statisztikát tanított. Még ugyanebben az évben Kassára települt, ahol ugyanezeket a tárgyakat oktatta. 1867-ben a győri jogakadémiára nevezték mint a jogtörténet és a közjog rendes tanárát. Directorként az addig szünetelő oktatás újjászervezése is a feladata volt.
A Magyar Tudományos Akadémián 1864-ben Szalay László mutatta be a fiatal tudóst Szécsi Mária utolsó évei című történelmi értekezésével. 1871. május 17-én a Magyar Tudományos Akadémia levelező tagnak választotta. 1872-ben megpályázta a pesti egyetem jogbölcseleti és jogtörténeti tanszékeit. Nyelvismerete és addigi publikációs tevékenysége alapján, Kuncz Ignác pécsi jogakadémiai tanárt megelőzve, a tanszékeket elnyerte (latin, német, francia, angol, olasz és spanyol nyelven beszélt). 1872. július 14-én nevezték ki Pauler Tivadar előterjesztése alapján. 1880. május 20-án rendes akadémiai tagnak választották. Tagja volt az országos közoktatási tanácsnak, az államvizsgálati bizottságnak és a vallás- és tanulmányi alapok ellenőrző bizottságának is. Két alkalommal választották meg a jogi kar dékánjává, majd 1889-90-ben a rector magnificus méltóságot is megkapta, azaz az egyetem rektoraként működött. Nyugdíjazásakor megkapta a Szent István rend lovagkeresztjét, amit addig csak Arany János, Jókai Mór, Gyulai Pál és Thaly Kálmán kapott meg.

## Értékelése
Illés József megemlékezésében így írt róla: „ha látjuk, mi volt a magyar jogtörténet Hajnik előtt, tudjuk megítélni azt, mi lett belőle az ő működése alatt, s mily értékű az, amit örökségül ránk hagyott”.
Mezey Barna szerint „Hajnik teremtette meg a tudományosan művelt magyar jogtörténetet. Jóny János, Décsy, Fleischacker, Cziráky Antal, Hajnik Pál, Kelemen, Markovics nem tettek egyebet, mint kronologikus sorrendben kiadták, illetve tárgyalták a magyar törvényeket. Kísérlet sincsen az okleveles alapokon nyugvó, az összefüggéseket megvilágító munkára.”.

## Főbb művei

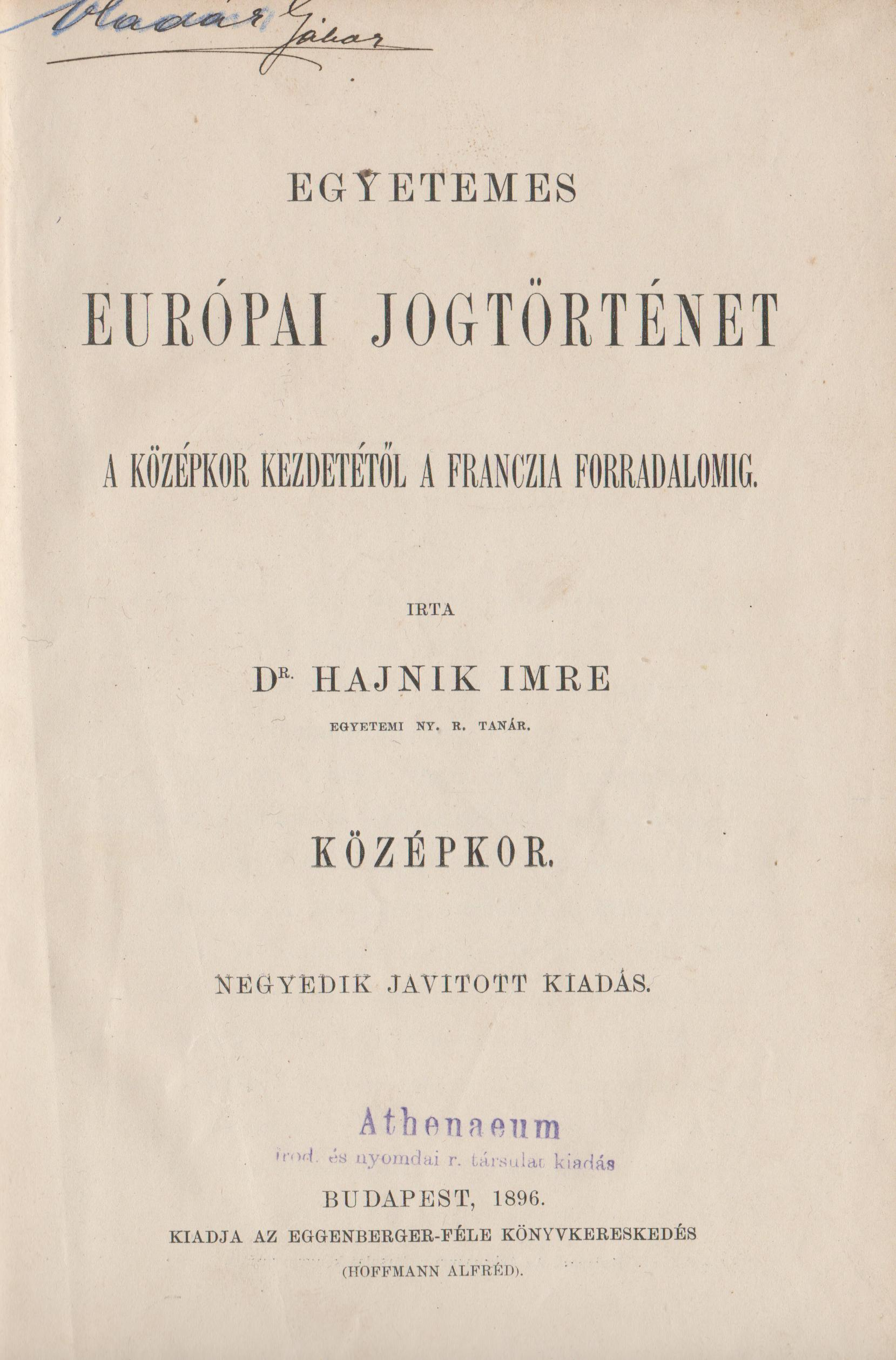
Egyetemes európai jogtörténet

- Magyarország az Árpád-királyoktól az ösiségnek megállapitásáig és a Hübéri Európa (Pest, 1867)
- Magyar alkotmány és jog az Árpádok alatt (a magyar alkotmány- és jogtörténelem első kötete 1872)
- Egyetemes jogtörténet a középkor kezdetétől a francia forradalomig (Budapest, 1875. I. köt., második kiadás, 1880, ötödik kiadás, 1900). E nagy munkáját az akadémia a Marczibányi-féle jutalommal tüntette ki.
- Számos értekezése jelent meg az akad. II. osztálybeli munkálatok során. Levelező tagi székét 1873. máj. 12. foglalta el A nemesség fejenkénti megjelenésének az országgyűlésen megszűntéről szóló értekezésével; rendes tagi székét pedig; A perdöntő eskü és az előzetes tanúbizonyítás a középkori perjogban című munkájával.
- A királyi könyvek a vegyes házakbeli királyok korszakában (1879)
- A perdöntő eskü és az előzetes tanúbizonyítás a középkori magyar perjogban (Budapest, 1881)
- Az okirati bizonyítás a középkori magyar perjogban (1886)
- Az örökös főispánság a m. alkotmánytörténetben (1888)
- A király biróság személyes jelenléte és ennek helytartója a vegyes házakbeli királyok korszakában (1892)
- A magyar bírósági szervezet és perjog az Árpád- és a vegyesházi királyok alatt (Budapest, 1899)
- Az 1621-iki nagyszombati gyűlés és Pozsony meghódolása Ferdinándnak (M. Akad. Ért. uj folyam tört. osztály V. k.)
- A zsidók Magyarországon a vegyes házakbeli királyok alatt (M. Akad. Ért. uj folyam tört. osztály V. k.) stb.